# Парфюмерный орган

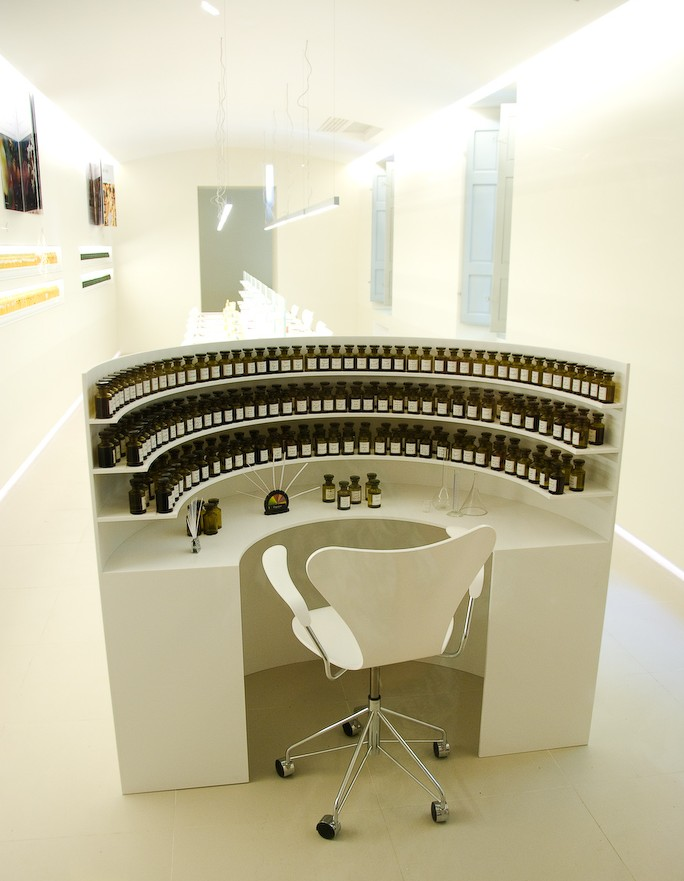
Парфюмерный орган. Грасс.

Парфюмерный орга́н (фр. Orgue à parfums ) — профессиональная «мебель, рабочий стол парфюмерного носа» (профессионала, создающего парфюмерные композиции). Представляет собой стол (полукруглый или прямой) с полками в несколько рядов, на которых расставлены ёмкости с натуральными и синтетическими ароматическими эссенциями.
Впервые данное название встречается в книге «Наоборот» («À rebours»; 1884 г.) французского писателя Жориса-Карла Гюисманса (фр. Joris-Karl Huysmans). Книга оказалась настолько успешной, что термин был подхвачен некоторыми парфюмерами и закрепился в профессиональной терминологии парфюмеров. В настоящее время парфюмерный орган является частью декора кабинета парфюмера.
В крупных парфюмерных компаниях парфюмерный орган вытеснен компьютерами со специализированным программным обеспечением, помогающим создать парфюмерную композицию.